# Битшоффен
Битшоффен (фр. Bitschhoffen) — коммуна на северо-востоке Франции в регионе Гранд-Эст (бывший Эльзас — Шампань — Арденны — Лотарингия), департамент Нижний Рейн, округ Агно-Висамбур, кантон Рейшсоффен. До марта 2015 года коммуна административно входила в состав упразднённого кантона Нидербронн-ле-Бен (округ Агно).
Площадь коммуны — 2,54 км², население — 454 человека (2006) с тенденцией к стабилизации: 446 человек (2013), плотность населения — 175,6 чел/км².

## Население
Население коммуны в 2011 году составляло 458 человек, в 2012 году — 449 человек, а в 2013-м — 446 человек.
| 1962 | 1968 | 1975 | 1982 | 1990 | 1999 | 2006 | 2008 | 2011 | 2012 | 2013 |
| ---- | ---- | ---- | ---- | ---- | ---- | ---- | ---- | ---- | ---- | ---- |
| 323  | 362  | 412  | 425  | 399  | 416  | 454  | 469  | 458  | 449  | 446  |

Динамика населения:

## Экономика
В 2010 году из 311 человек трудоспособного возраста (от 15 до 64 лет) 242 были экономически активными, 69 — неактивными (показатель активности 77,8 %, в 1999 году — 73,5 %). Из 242 активных трудоспособных жителей работали 225 человек (122 мужчины и 103 женщины), 17 числились безработными (8 мужчин и 9 женщин). Среди 69 трудоспособных неактивных граждан 22 были учениками либо студентами, 31 — пенсионерами, а ещё 16 — были неактивны в силу других причин.